# アメリカン・フットボール・リーグ
アメリカン・フットボール・リーグ（英語: American Football League、略称：AFL）は、かつてアメリカ合衆国に存在したアメリカンフットボールのプロリーグである。
同名のリーグは過去に何度か存在したが、最も有名なものは1960年から1969年にかけて存在し、1970年にライバルであるNFL(National Football League)と合併したリーグである。当記事ではこのリーグについて述べる。

## 歴史
1959年、ラマー・ハント（ダラス・テキサンズ→カンザスシティ・チーフス創設者・オーナー）が、当時NFLのフランチャイズがなかったダラスにチームを誘致しようとしたがNFLオーナーの反対に遭い、同じく石油王だったバド・アダムス（ヒューストン・オイラーズ→テネシー・タイタンズ創設者・オーナー）らを誘い、プロフットボールの新リーグを設立 。
当初、ボストン、ニューヨーク、バッファロー、ミネアポリス、ヒューストン、ダラス、デンバー、ロサンゼルスの8都市にフランチャイズを置く予定だったが、NFLがミネアポリスのオーナーに働きかけ、フランチャイズを与えることで鞍替えさせることに成功（現ミネソタ・バイキングス）、新たにオークランドを加えて発足した。NFLはハントがオーナーのテキサンズに対抗してダラスにもフランチャイズを与える（現ダラス・カウボーイズ）など、AFL潰しといえる方策をとった。
1960年、8チームにより最初のシーズンが行われたが、当初は集客に苦戦し、当初ロサンゼルスにフランチャイズを置いたチャージャーズはNFLのロサンゼルス・ラムズとの競合もあり1962年にサンディエゴに移転している。テキサンズもカウボーイズに対し劣勢であったため、1963年にカンザスシティに移転した。
しかし、設立時よりABCと5年間の放映権契約を結び、その放映権収入を各チームに分配したことから、過去にNFLに対抗して生まれすぐに消滅したリーグと異なり、各チームに収入の安定をもたらし、リーグの存続につながった。1961年にリーグと放送局の独占契約を可能とする法律が可決されたことから、NFLも翌1962年シーズンよりCBSと放映権契約を結び、同様に放映権収入を各チームに分配した。
やがてAFLがNFLの有力な競合相手として成長し、1965年には新たにNBCと5年間で3600万ドルという放映権契約を結んだ。同時期のNFLは14チームで1964年と1965年の2年間で2820万ドルだったので、1チームあたりの放映権料はNFLに肉薄した。
そのため、分配金による潤沢な資金を得た各チームにより、ドラフトによる両リーグ間での選手の奪い合いや契約金の高騰といった弊害が生じ、ハントとNFLコミッショナーのピート・ロゼールとの間で会談が行われ、1966年6月に両リーグの合併が合意に達した。ただし、ドラフトは1967年から統一して行うものの、1966年シーズンから1969年シーズンまでの4シーズンはリーグとしてのAFLは存続。シーズン最後にAFLとNFLのチャンピオンチームが対戦する「AFL-NFLワールドチャンピオンシップゲーム」が行われることになった。
当時は新興リーグのAFLは格下とみられており、事実、第1回（1966年）、第2回（1967年）はNFLのグリーンベイ・パッカーズがAFL勢を下して連覇した。しかし、ハントの提案による「スーパーボウル」が正式名称となった第3回（1968年）でAFLのニューヨーク・ジェッツが下馬評を覆して勝利。AFL-NFL対抗戦としては最後となった第4回（1969年）もチーフスが勝利したことにより、対戦成績は2勝2敗の五分となった。
1970年シーズンのリーグ統合により、AFLはアメリカン・フットボール・カンファレンス(AFC)、旧NFLはナショナル・フットボール・カンファレンス(NFC)となった。しかし、旧NFL16チームに対してAFLは10チーム（1966年にマイアミ・ドルフィンズ、1968年にシンシナティ・ベンガルズがエクスパンションにより誕生）だったことから、チーム数を揃えるため旧NFLからAFCに3チームが編入された。
なお、AFLでの記録はすべてNFLの公式記録として扱われている。例えば、ポイント・アフター・タッチダウンでのツーポイント・コンバージョンはNFLでは1994年シーズンに初めて採用されたが、AFLでは発足時から採用されていたため、この時代の記録もNFL記録として認められている。

## 加盟チーム
| 地区   | チーム名                                                                              | 発足年 | 本拠地                           | 本拠地                                                                                            | AFL記録 (W-L-T) | AFL タイトル |
| ------ | ------------------------------------------------------------------------------------- | ------ | -------------------------------- | ------------------------------------------------------------------------------------------------- | --------------- | ------------ |
| 東地区 | ボストン・ペイトリオッツ Boston Patriots (BOS)                                        | 1960年 | マサチューセッツ州ボストン       | ニッカーソン・フィールド (1960–62) フェンウェイ・パーク (1963–68) アラムナイ・スタジアム (1969)   | 64-69-9         | 0            |
| 東地区 | バッファロー・ビルズ Buffalo Bills (BUF)                                              | 1960年 | ニューヨーク州バッファロー       | ウォー・メモリアル・スタジアム (1960-1969)                                                        | 67-71-6         | 2            |
| 東地区 | ヒューストン・オイラーズ Houston Oilers (HOU)                                         | 1960年 | テキサス州ヒューストン           | イェッペセン・スタジアム (1960–64) ライス・スタジアム (1965–67) アストロドーム (1968–69)          | 72-69-4         | 2            |
| 東地区 | マイアミ・ドルフィンズ Miami Dolphins (MIA)                                           | 1966年 | フロリダ州マイアミ               | マイアミ・オレンジボウル (1966–69)                                                                | 15-39-2         | 0            |
| 東地区 | ニューヨーク・タイタンズ/ジェッツ New York Titans/Jets (NY)                           | 1960年 | ニューヨーク州ニューヨーク       | ポロ・グラウンズ (1960–63) シェイ・スタジアム (1964–69)                                           | 71-67-6         | 1            |
| 西地区 | シンシナティ・ベンガルズ Cincinnati Bengals (CIN)                                     | 1968年 | オハイオ州シンシナティ           | ニパート・スタジアム (1968-1969)                                                                  | 7-20-1          | 0            |
| 西地区 | ダラス・テキサンズ/カンザスシティ・チーフス Dallas Texans/Kansas City Chiefs (DAL/KC) | 1960年 | テキサス州ダラス                 | コットン・ボウル (1960–62)                                                                        | 92-50-5         | 3            |
| 西地区 | ダラス・テキサンズ/カンザスシティ・チーフス Dallas Texans/Kansas City Chiefs (DAL/KC) | 1960年 | ミズーリ州カンザスシティ         | ミュニシパル・スタジアム (1963–69)                                                                | 92-50-5         | 3            |
| 西地区 | デンバー・ブロンコス Denver Broncos (DEN)                                             | 1960年 | コロラド州デンバー               | ベアーズ/マイル・ハイ・スタジアム (1960–69)                                                       | 39-97-4         | 0            |
| 西地区 | ロサンゼルス/サンディエゴ・チャージャーズ Los Angeles/San Diego Chargers (LA/SD)      | 1960年 | カリフォルニア州ロサンゼルス     | ロサンゼルス・メモリアル・コロシアム (1960)                                                       | 88-51-6         | 1            |
| 西地区 | ロサンゼルス/サンディエゴ・チャージャーズ Los Angeles/San Diego Chargers (LA/SD)      | 1960年 | カリフォルニア州サンディエゴ     | バルボア・スタジアム (1961–66) サンディエゴ・スタジアム (1967–69)                                 | 88-51-6         | 1            |
| 西地区 | オークランド・レイダース Oakland Raiders (OAK)                                        | 1960年 | カリフォルニア州サンフランシスコ | キーザー・スタジアム (1960) キャンドルスティック・パーク (1961)                                   | 80-61-5         | 1            |
| 西地区 | オークランド・レイダース Oakland Raiders (OAK)                                        | 1960年 | カリフォルニア州オークランド     | フランク・ヨウエル・フィールド (1962–65) オークランド・アラメダ・カウンティ・コロシアム (1966–69) | 80-61-5         | 1            |

## 順位変動

### 東地区
- BUF:バッファロー・ビルズ、HOU:ヒューストン・オイラーズ、BOS:ボストン・ペイトリオッツ、NY:ニューヨーク・タイタンズ→ニューヨーク・ジェッツ、MIA:マイアミ・ドルフィンズ
- 括弧内の文字はV：スーパーボウル（AFL-NFLワールドチャンピオンシップゲーム）優勝、s：スーパーボウル敗退・AFL優勝、a：AFL決勝敗退、d：ディビジョナルプレイオフ敗退、v：AFL優勝（AFL-NFLワールドチャンピオンシップゲーム設立前）

| 年   | 地区優勝 | 地区優勝 | 地区優勝 | 地区優勝 | 2位    | 2位 | 2位 | 2位 | 3位    | 3位 | 3位 | 3位 | 4位    | 4位 | 4位 | 4位 | 5位    | 5位 | 5位 | 5位 |
| 年   | チーム   | 勝       | 負       | 分       | チーム | 勝  | 負  | 分  | チーム | 勝  | 負  | 分  | チーム | 勝  | 負  | 分  | チーム | 勝  | 負  | 分  |
| ---- | -------- | -------- | -------- | -------- | ------ | --- | --- | --- | ------ | --- | --- | --- | ------ | --- | --- | --- | ------ | --- | --- | --- |
| 1969 | NY(d)    | 10       | 4        | 0        | HOU(d) | 6   | 6   | 2   | BOS    | 4   | 10  | 0   | BUF    | 4   | 10  | 0   | MIA    | 3   | 10  | 1   |
| 1968 | NY(V)    | 11       | 3        | 0        | HOU    | 7   | 7   | 0   | MIA    | 5   | 8   | 1   | BOS    | 4   | 10  | 0   | BUF    | 1   | 12  | 1   |
| 1967 | HOU(a)   | 9        | 4        | 1        | NY     | 8   | 5   | 1   | BUF    | 4   | 10  | 0   | MIA    | 4   | 10  | 0   | BOS    | 3   | 10  | 1   |
| 1966 | BUF(a)   | 9        | 4        | 1        | BOS    | 8   | 4   | 2   | NY     | 6   | 6   | 2   | HOU    | 3   | 11  | 0   | MIA    | 3   | 11  | 0   |
| 1965 | BUF(a)   | 10       | 3        | 1        | NY     | 5   | 8   | 1   | BOS    | 4   | 8   | 2   | HOU    | 4   | 10  | 0   |        |     |     |     |
| 1964 | BUF(v)   | 12       | 2        | 0        | BOS    | 10  | 3   | 1   | NY     | 5   | 8   | 1   | HOU    | 4   | 10  | 0   |        |     |     |     |
| 1963 | BOS(a)   | 7        | 6        | 1        | BUF(d) | 7   | 6   | 1   | HOU    | 6   | 8   | 0   | NY     | 5   | 8   | 1   |        |     |     |     |
| 1962 | HOU(a)   | 11       | 3        | 0        | BOS    | 9   | 4   | 1   | BUF    | 7   | 6   | 1   | NY     | 5   | 9   | 0   |        |     |     |     |
| 1961 | HOU(v)   | 10       | 3        | 1        | BOS    | 9   | 4   | 1   | NY     | 7   | 7   | 0   | BUF    | 6   | 8   | 0   |        |     |     |     |
| 1960 | HOU(v)   | 10       | 4        | 0        | NY     | 7   | 7   | 0   | BUF    | 5   | 8   | 1   | BOS    | 5   | 9   | 0   |        |     |     |     |

### 西地区
- DEN:デンバー・ブロンコス、DAL→KC:ダラス・テキサンズ→カンザスシティ・チーフス、OAK:オークランド・レイダース、LA→SD:ロサンゼルス・チャージャーズ→サンディエゴ・チャージャーズ、CIN:シンシナティ・ベンガルズ
- 括弧内の文字はV：スーパーボウル（AFL-NFLワールドチャンピオンシップゲーム）優勝、s：スーパーボウル敗退・AFL優勝、a：AFL決勝敗退、d：ディビジョナルプレイオフ敗退、v：AFL優勝（AFL-NFLワールドチャンピオンシップゲーム設立前）

| 年   | 地区優勝 | 地区優勝 | 地区優勝 | 地区優勝 | 2位    | 2位 | 2位 | 2位 | 3位    | 3位 | 3位 | 3位 | 4位    | 4位 | 4位 | 4位 | 5位    | 5位 | 5位 | 5位 |
| 年   | チーム   | 勝       | 負       | 分       | チーム | 勝  | 負  | 分  | チーム | 勝  | 負  | 分  | チーム | 勝  | 負  | 分  | チーム | 勝  | 負  | 分  |
| ---- | -------- | -------- | -------- | -------- | ------ | --- | --- | --- | ------ | --- | --- | --- | ------ | --- | --- | --- | ------ | --- | --- | --- |
| 1969 | OAK(a)   | 12       | 1        | 1        | KC(V)  | 11  | 3   | 0   | SD     | 8   | 6   | 0   | DEN    | 5   | 8   | 1   | CIN    | 4   | 9   | 1   |
| 1968 | OAK(a)   | 12       | 2        | 0        | KC     | 12  | 2   | 0   | SD     | 9   | 5   | 0   | DEN    | 5   | 9   | 0   | CIN    | 3   | 11  | 0   |
| 1967 | OAK(s)   | 13       | 3        | 0        | KC     | 9   | 5   | 0   | SD     | 8   | 5   | 1   | DEN    | 3   | 11  | 0   |        |     |     |     |
| 1966 | KC(s)    | 11       | 2        | 0        | OAK    | 8   | 5   | 1   | SD     | 7   | 6   | 1   | DEN    | 4   | 10  | 0   |        |     |     |     |
| 1965 | SD(a)    | 9        | 2        | 3        | OAK    | 8   | 5   | 1   | KC     | 7   | 5   | 2   | DEN    | 4   | 10  | 0   |        |     |     |     |
| 1964 | SD(a)    | 8        | 5        | 1        | KC     | 7   | 7   | 0   | OAK    | 5   | 7   | 2   | DEN    | 2   | 11  | 1   |        |     |     |     |
| 1963 | SD(v)    | 11       | 3        | 0        | OAK    | 10  | 4   | 0   | KC     | 5   | 7   | 2   | DEN    | 2   | 11  | 1   |        |     |     |     |
| 1962 | DAL(v)   | 11       | 3        | 0        | DEN    | 7   | 7   | 0   | SD     | 4   | 10  | 0   | OAK    | 1   | 13  | 0   |        |     |     |     |
| 1961 | SD(a)    | 12       | 2        | 0        | DAL    | 6   | 8   | 0   | DEN    | 3   | 11  | 0   | OAK    | 2   | 12  | 0   |        |     |     |     |
| 1960 | LA(a)    | 10       | 4        | 0        | DAL    | 8   | 6   | 0   | OAK    | 6   | 8   | 0   | DEN    | 4   | 9   | 1   |        |     |     |     |

## AFLチャンピオンシップゲーム
| 東地区 | 西地区 | スーパーボウル出場 | スーパーボウル制覇 |

| 年度 | 日時           | 優勝                             | スコア        | 敗退                         | MVP                       | 開催地       | 観衆   |
| ---- | -------------- | -------------------------------- | ------------- | ---------------------------- | ------------------------- | ------------ | ------ |
| 1960 | 1961年1月1日   | ヒューストン・オイラーズ (1)     | 24 - 16       | ロサンゼルス・チャージャーズ | ビリー・キャノン (RB)     | ヒューストン | 32,183 |
| 1961 | 1961年12月24日 | ヒューストン・オイラーズ (2)     | 10 - 03       | サンディエゴ・チャージャーズ | ビリー・キャノン (RB)     | サンディエゴ | 29,556 |
| 1962 | 1962年12月23日 | ダラス・テキサンズ (1)           | 20 - 17 (2OT) | ヒューストン・オイラーズ     | ジャック・スパイクス (RB) | ヒューストン | 37,981 |
| 1963 | 1964年1月5日   | サンディエゴ・チャージャーズ (1) | 51 - 10       | ボストン・ペイトリオッツ     | ケイス・リンカーン (RB)   | サンディエゴ | 30,127 |
| 1964 | 1964年12月26日 | バッファロー・ビルズ (1)         | 20 - 07       | サンディエゴ・チャージャーズ | ジャック・ケンプ (QB)     | バッファロー | 40,242 |
| 1965 | 1965年12月26日 | バッファロー・ビルズ (2)         | 23 - 0        | サンディエゴ・チャージャーズ | ジャック・ケンプ (QB)     | サンディエゴ | 30,361 |
| 1966 | 1967年1月1日   | カンザスシティ・チーフス (2)     | 31 - 07       | バッファロー・ビルズ         | レン・ドーソン (QB)       | バッファロー | 42,080 |
| 1967 | 1967年12月31日 | オークランド・レイダース (1)     | 40 - 07       | ヒューストン・オイラーズ     | ダリル・ラモニカ (QB)     | オークランド | 53,330 |
| 1968 | 1968年12月29日 | ニューヨーク・ジェッツ (1)       | 27 - 23       | オークランド・レイダース     | ジョー・ネイマス (QB)     | ニューヨーク | 62,627 |
| 1969 | 1970年1月4日   | カンザスシティ・チーフス (3)     | 17 - 07       | オークランド・レイダース     | オーティス・テイラー (WR) | オークランド | 53,561 |

## オールタイムAFLチーム
1969年、AFL殿堂入り選考委員が選定。
| オフェンス | オフェンス           | ディフェンス | ディフェンス               | スペシャルチーム | スペシャルチーム     |
| ポジション | 選手                 | ポジション   | 選手                       | ポジション       | 選手                 |
| WR         | ランス・アルワース   | End          | ジェリー・メイス           | K                | ジョージ・ブランダ   |
| End        | ドン・メイナード     | End          | ゲリー・フィルビン         | K                | ジョージ・ブランダ   |
| TE         | フレッド・アーバナス | T            | ヒューストン・アントワイン | K                | ジョージ・ブランダ   |
| T          | ロン・ミックス       | T            | トム・セスタク             | K                | ジョージ・ブランダ   |
| T          | ジム・タイラー       | LB           | ボビー・ベル               | K                | ジョージ・ブランダ   |
| C          | ジム・オットー       | LB           | ジョージ・ウェブスター     | K                | ジョージ・ブランダ   |
| G          | エド・ブッデ         | LB           | ニック・ブオニコンティ     | P                | ジェレル・ウィルソン |
| G          | ビリー・ショー       | CB           | ウィリー・ブラウン         | P                | ジェレル・ウィルソン |
| QB         | ジョー・ネイマス     | CB           | デイブ・グレイソン         | P                | ジェレル・ウィルソン |
| RB         | クレム・ダニエルズ   | S            | ジョニー・ロビンソン       | P                | ジェレル・ウィルソン |
| RB         | ポール・ルーベ       | S            | ジョージ・サイメス         | P                | ジェレル・ウィルソン |